# 東洋肉店
株式会社東洋肉店（とうようにくてん、英文名称:NIKUNO-TOYO Corp.）は、北海道名寄市で精肉店を経営している会社である。羊肉では全国的に有名な肉の専門店。

## 概要
昔ながらの佇まいを残す店舗は北海道では老舗の昭和3年創業の精肉店。営業区域は、北海道から沖縄県までの全国広域にわたる。1998年（平成10年）4月12日付でオープンしたジンギスカンWebが2005年の日本オンラインショッピング大賞を受賞するなど、ネット販売の分野にて精力的に活動する。

## 沿革
- 1920年 - 北海道名寄町に肉鍋やとして設立。
- 1928年 - 富山県西砺波郡正得村（現小矢部市）から個人入植として移住した東澤庄次郎が有限会社東洋肉店を設立。
- 1963年 - 東澤光芳二代目が株式会社へ移行。
- 2008年 - 東澤壮晃三代目が就任。